# Yeo Kab-soon
Yeo Kab-soon, född 8 maj 1974, är en sydkoreansk före detta sportskytt.
Hon blev olympisk guldmedaljör i luftgevär vid sommarspelen 1992 i Barcelona.